# 永田杏奈
永田 杏奈（ながた あんな、1982年3月29日 - ）は、日本の女優、タレント、モデル。salt consortium新規事業開発ディレクター。
元ファッションブランド『Danny&Anne』クリエイティブディレクター。元「DLIGHT」ブランディングディレクター。元「SABON」PR。ハーモニープロモーション業務提携。日出高等学校普通科芸能コース卒業。

## 人物
- 渋谷でショッピング中スカウトされたのをきっかけに15歳で芸能界入り。
- タレント、女優として活動後、2007年8月31日をもって所属事務所であったスターダストプロモーションを退社。
- 元所属事務所で同じだった柴咲コウとはデビュー前からの付き合いで現在でも仲が良く、2人でバリ島旅行をしたことがある。
- 蒲生麻由とは、日出高校の時からの同級生である。
- スターダストプロモーションを退社後、コラーゲン鍋で人気の「ハレノヒ」のPRとして活動。
- 雑誌『JJ』や『美人百花』『MORE』『andGIRL』などファッション雑誌にも幅広く出演中。
- ホットスタッフ・プロモーション社長の永田友純は、実父で公式ブログなどでもたびたび登場する。

## 経歴
- 1998年 - テレビドラマ『三姉妹探偵団』で女優デビュー。
- 2008年 - イスラエルのボディケアブランド「SABON Japan」の立ち上げにも、PRとして携わった。
- 2010年 - ハーモニープロモーションに所属（業務提携）。
- 2010年3月 - 株式会社Angeを設立。ヘアアクセサリーを中心とした小物ブランド「Ange Bloom」を展開。
- 2013年 - アパレルブランド「Danny&Anne」を立ち上げ、クリエイティブディレクターに就任。

## モデルとして

### 雑誌
- &ROSY(宝島社)
- andGIRL(エムオン・エンタテインメント)
- JJ(光文社)
- MORE(集英社)
- MAQUIA(集英社)
- CanCam(小学館)
- MISS(世界文化社)
- Oggi(小学館)
- 美人百花(角川春樹事務所)
- sweet(宝島社)
- GISELe(主婦の友社)
- Ray(主婦の友社)
- an・an(マガジンハウス)
- OCNゲーム【電脳世記マガジンOG】忍者号 - ウェイバックマシン（2006年12月21日アーカイブ分）（2006年）

日本刀を持った姿（忍者?）でのグラビア出演。

## 出演

### ドラマ
- 三姉妹探偵団 第9話、10話（1998年、日本テレビ）吉沢さなえ 役
- ドンウォリー!（1998年、関西テレビ）
- ひとりぼっちの君に（1998年、TBS）重三の娘 役
- ケイゾク（1999年、TBS）醍醐雅 役
- shin-D 出歯ガメ〜ソフトミックス〜（1999年、日本テレビ）
- 魔女の条件（1999年、TBS）
- 平成夫婦茶碗（2000年、日本テレビ）美佳 役
- OLヴィジュアル系（2000年、テレビ朝日）
- クニミツの政（2003年、関西テレビ）
- 温泉へ行こう4 第46話 (2003年、TBS)
- スカイハイ 第四死（2003年、テレビ朝日）後藤百合香 役
- 仮面ライダーカブト（2006年、テレビ朝日）岬祐月 役
- 探偵学園Q第3話（2007年、日本テレビ）田村由季 役
- SPEC〜警視庁公安部公安第五課 未詳事件特別対策係事件簿〜 最終話（2010年、TBS）野々村（醍醐）雅 役

### バラエティー
- THE夜もヒッパレ（2000年10月 - 2002年9月、日本テレビ）準レギュラー
- 新番組争奪!芸能人対抗ガチンコ視聴率バトル（2002年、テレビ朝日）テーマ「暴露本」「変身」で出演
- お厚いのがお好き?（2003年、フジテレビ）
- クイズ!紳助くん（2001年1月 - 2004年10月、朝日放送）アシスタント
- ひろみっ（2001年10月 - 2002年9月、読売テレビ）岩崎ひろみ、羽田実加と3人でパーソナリティとして出演
- Beauty Recipe～キレイになる賢い時間の過ごし方～（2014年、フジテレビ）

### テレビCM
- 東京総合信用

### 映画
- ケイゾク/映画 Beautiful Dreamer（2000年、東宝、監督：堤幸彦）醍醐雅 役
- バトル・ロワイアル（2000年、東映、監督：深作欣二）清水比呂乃 役
- バトル・ロワイアル【特別篇】（2001年、東映、監督：深作欣二）清水比呂乃 役
- 着信アリ（2004年、東宝、監督：三池崇史）岡崎陽子 役
- マスター・オブ・サンダー 決戦!!封魔龍虎伝（2006年、「マスター・オブ・サンダー」製作委員会、監督：谷垣健治）アンナ 役
- 劇場版 仮面ライダーカブト GOD SPEED LOVE （2006年、東映、監督:石田秀範）岬祐月 役
- おいしい殺し方（2006年、BSフジ・USEN・イースト、監督：ケラリーノ・サンドロヴィッチ）由香（奥菜恵）の友人・立本 役

### 写真集
- an（2006年11月10日、ワニブックス、撮影：若原瑞昌）ISBN 978-4847029707

### 舞台
- KERA・MAP #004 ヤング・マーブル・ジャイアンツ（2005年）